# Kranjska
Kranjska (lat. Carniola; njem. Krain) povijesna je slovenska pokrajina koja se prostirala od Karavanki na sjeveru do Kupe na jugu.

## Povijest
U antičko doba ova je pokrajina pripadala provinciji Panoniji, a u doba seobe naroda ovuda je prošao značajan dio germanskih naroda na svome putu prema Italiji. Potom su se ovdje nakratko naselili Langobardi, a nakon njihova odlaska prema Italiji 568. godine, oko godine 590. taj su kraj naselili Slovenci. U 8. stoljeću ovo je područje, koje je zajedno s Koruškom činilo Karantaniju, pripalo Bavarskoj a time i Francima. 1040. godine uspostavljena je ovdje markgrofovija, a crkveno je taj kraj pripao Akvileji.

### U vlasti Habsburgovaca

#### Kasni srednji vijek
Po izumiranju goriških grofova, čitav je kraj pripao 1335. Habsburgovcima.
1364. Kranjska je podignuta u status vojvodstva, a obuhvaćala je područje nešto šireg obujma od srednjovjekovne Karniole.
Pod Habsburgovcima je ovo vojvodstvo, zajedno sa Štajerskom, Koruškom i kasnijim Austrijskim primorjem (Goriška, Istra i Trst), činilo Nutarnju Austriju (njem. Innerösterreich).

#### Ilirske pokrajine
U kratkom razdoblju nakon napoleonskih ratova (1809. – 1814.) vojvodstvo je zajedno s Koruškom, Trstom, Dalmacijom, Istrom i drugim krajevima, bilo dijelom Ilirskih pokrajina s Ljubljanom kao glavnim gradom. Nakon toga ponovno pripada Habsburškoj Monarhiji, a do 1849. pripada austrijskom Ilirskom kraljevstvu.

#### Ponovna uspostava vojvodstva
Od te godine ponovno je uspostavljeno Kranjsko vojvodstvo kao austrijska krunska zemlja. Na sjeveru je graničilo s Koruškom, na sjeveroistoku sa Štajerskom, na jugo-istoku i jugu s Hrvatskim kraljevstvom, a na zapadu s Trstom, Goriškom i Istrom. Službeno je vojvodstvo uspostavljeno uredbom iz 20. prosinca 1860. i carskim patentom od 26. veljače 1861., a preuređeno je propisima od 21. prosinca 1867., kojima je zemaljsko vijeće (parlament) dobilo ovlasti donošenja zakona koji nisu pridržani carskom vijeću u kojem ga je predstavljalo 11 zastupnika. Od njih 11, dvojicu su birali zemljovlasnici, trojicu gradovi, trgovačke i industrijske komore, petoricu seoske općine, a jednoga kurija tajnim glasovanjem. Svaki prijavljeni muškarac s navršene 24 godine imao je pravo glasa. Pokrajinsko vijeće Kranjske bilo je jednodomno i imalo je 37 zastupnika, među kojima je ljubljanski biskup imao ex-officio zajamčeno mjesto. Vijeće je imalo ovlasti nad poljoprivredom, javnim i caritativnim ustanovama, mjesnom upravom, crkvenim i školskim poslovima, prometom te smještajem vojnika u doba rata i vojnih vježbi. 1901. zemaljski proračun iznosio je 3,573.280 kruna.
Glavni grad Kranjske bila je Ljubljana koja je od 19. stoljeća i kulturna prijestolnica svih Slovenaca, premda su bili podijeljeni u čak 5 nasljednih zemalja Habsburške Monarhije.
Glavni sastavni dijelovi Kranjske bile su Gorenjska i Dolenjska, uz koju je bila vezana Notranjska. Ljubljana se smjestila na granici između Gorenjske i Dolenjske. Razlika među ovim pokrajinama bila je u zemljopisnim značajkama, ali i u narodnim običajima i dijalektima slovenskog jezika.

### Nakon Prvog svjetskog rata
1918., po svršetku Prvog svjetskog rata, Kranjska je pripala Kraljevini SHS, te je zajedno s Donjom Štajerskom činila Dravsku banovinu. Zapadni dio nekadašnjeg Kranjskoga vojvodstva s gradovima Postojnom, Ilirskom Bistricom, Idrijom i Šturjem pripojen je 1920. Italiji. Nakon Drugog svjetskog rata čitava Kranjska postaje dijelom SR Slovenije unutar SFRJ. Od 1991. zauzima središnji dio neovisne Republike Slovenije.

## Okruzi Kranjske
Kranjska je administrativno bila podijeljena na 11 okruga:
- Ljubljana
- Kamnik
- Kranj
- Radovljica
- Logatec
- Postojna
- Litija
- Krško
- Novo Mesto
- Črnomelj
- Kočevje

## Demografija
1900. godine Kranjsko vojvodstvo imalo 9.955 km2 i 520.000 stanovnika. Od toga je 30-50 tisuća govorilo njemačkim jezikom.